# Académico Futebol Clube
El Académico FC, conocido también como Académico do Porto, fue un equipo de fútbol de Portugal que alguna vez jugó en la Primeira Liga, la máxima categoría de fútbol en el país.

## Historia
Fue fundado el 15 de septiembre de 1911 en el poblado de Paranhos del distrito de Oporto; y fue uno de los ocho equipos fundadores de la restablecida Primeira Liga en la temporada de 1934/35 como liga sin sistema de clasificación como lo era antes de ese año.
El club militó en 5 temporadas en la Primeira Liga, en donde disputó 82 partidos, de los cuales ganó 18, empató 6 y perdió 58, anotó 137 goles y recibió 300 hasta que desapareció en 1942 como club de fútbol, y decidió concentrar su atención en otros deportes como baloncesto, balonmano y hockey.

## Palmarés
- Primera División de Oporto: 1

1941/42